# Anokangas
Anokangas är ett naturreservat i Pajala kommun i Norrbottens län.
Området är naturskyddat sedan 2009 och är 8,7 kvadratkilometer stort. Reservatet omfattar ett flackt sandområde med flera sjöar/tjärnar och som använts som höstsamlingsplats för samerna i trakten. Reservatet består av gammal tallskog. 